# Щучник антарктичний
Щучник антарктичний (Deschampsia antarctica E.Desv.) — один з двох видів покритонасінних рослин (другий — перлинниця антарктична (Colobanthus quitensis (Kunth) Bartl.)), які колонізували північно-західну частину Антарктичного півострова. Загалом, антарктичний щучник — це представник великого роду Deschampsia, який включає від 30 до 40 видів, які поширені як у Південній, так і у Північній півкулі.

## Класифікація
Для науки вид відкрив Др. Джеймс Ейгтс (James Eights) з Південних Шетландських островів. В. Хукер (W. J. Hooker) описав його як Aira antarctica Hook, у 1837 р. Проте те саме ім'я використав для іншого виду з Нової Зеландії Forster в 1786 р. Десво (Desvaux) в 1853 р. переніс цей вид до роду Deschampsia та назвав його Deschampsia antarctica (Hook.) Desv.. Південноамериканські види роду Deschampsia були описані Parodi (1949), який виділив 17 видів. Скотсберг (Skottsberg) у 1954 р. затвердив назву D. antarctica Desv.. Проте пізніше до назви таксона додали — Е – на честь Ейгтса — Deschampsia antarctica E.Desv..
За Moore (1970) найближчим морфологічно родичем Deschampsia antarctica є Deschampsia parvula (Hook.f.) E.Desv., поширеним у Південній Америці. Deschampsia antarctica відрізняється прямим або слабко вигнутим остюком леми, в той же час Deschampsia parvula має колінчасто вигунутий остюк, який у нижній частині спірально закручений. У ширшому сенсі найближчою до Deschampsia antarctica є космополітний щучник дернистий (Deschampsia caespitosa (L.) Beauv.), який має низку рас, що подекуди вважаються окремими видами. Ця рослина також присутня в Південній Америці та інтродукована на субантарктичні острови. Антарктичний вид відрізняється від щучника дернистого листками з пластинкою до 1 мм шириною (ця ознака спрацьовує не завжди) та довгим остюком, який принаймні на половину довший за лему. Загальна довжина остюка у Deschampsia antarctica перевищує 4 мм. 

## Поширення та середовище існування
Антарктичний щучник опанував великий ареал малопридатних для інших рослин умов: південь Патагонії в межах Аргентини та Чилі, Вогняну Землю, Субантарктику, а саме Південні Оркнейські острови, Південні Шетлендські, уламки колишнього мосту Скоша — Південну Джорджію, а також один із островів Південного Сандвічевого архіпелагу. Перші відомості про існування двох судинних рослин в Морській Антарктиці були отримані ще на початку XX ст. французькою експедицією в районі затоки Біскоу. Прикрашають вони й район УАС Академік Вернадський. Антарктичний щучник один з найцінніших скарбів Морської Антарктики. Цей щільно-дернистий злак утворює м'ясисті циліндричні висхідні пагони з трикутними листками такого не властивого Антарктиці соковитого зеленого кольору. Зимівники визнають, що момент появи зелених пагонів щучника з-під снігу один з найприємніших етапів антарктичного літа.
В умовах західного узбережжя Антарктичного півострова та прилеглих архіпелагів поширений дуже нерівномірно: в одних місцях він є звичайним, в інших — рідкісним. Найпівденніший локалітет щучника знаходиться на острові Олександра, на берегах затоки Лазарєва. В умовах Аргентинських островів, щучник не формує специфічної формації, а зустрічається як домішка до угруповань килимкового моху в умовах тріщин та полиць верхніх частин скельних масивів північної та північно-західної експозиції. Лише дуже локально щучник може вкривати до 100 % поверхні, зазвичай же зростаючи дуже розріджено.
При цьому зовнішній вигляд рослини дуже сильно залежить від умов зростання. Майже в кожній популяції району Аргентинських островів вдається відшукати дрібні рослини, які зростають на відкритих ділянках та більші за розміром з довшими листками, які ховаються в розколинах скель та захищені від вітрів. На одному з островів нам навіть вдалося виявити рослини щучника, які за своїм зовнішнім виглядом відповідають стандартній біоморфі роду щучник з помірних широт. Суцвіття в цієї морфи було на довгому стеблі, значно вивищуючись над розеткою листків. Саме так виглядає ця рослина на Вогняній Землі.
Щучник тяжіє до вулканічних скель, що внаслідок значної ерозії надають чудові умови для зростання рослини в тріщинах та на скельних полицях. Проте в досліджуваному районі виявлені й не типові місця зростання на гладеньких гранодіоритах, як наприклад на острові Плено чи в південній частині острова Пітерман. Варто зазначити, що головним розносником щучника в описуваному регіоні є домініканський мартин (Larus dominicanus), який постійно використовує цю рослину для побудови гнізд. Тому для заселення видом потенційно доступні усі вільні від снігу та льодовика території островів бухти Артура та Аргентинських островів. Утім, щучник поширений переважно на прибережних височинах, де годуються та гніздують домініканські мартини. Найбільші та найстаріші популяції сконцентровані на прибережних скелях де мартини гніздують здавна. Чисельність особин щучника тут може сягати 600 особин і більше. Поодинокі особини в центральних частинах островів, та навіть деякі популяції на схилах куполоподібних вершин островів Галіндез, Уругвай найімовірніше пов'язані з тим, що мартини часто гублять гніздовий матеріал по дорозі до гнізда, а також тим фактом, що вторинним розносником щучника вглиб острова можуть виступати поморники (Stercorarius maccormicki).

## Цікаві факти
Науковий інтерес до щучника антарктичного зумовлений його адаптаційними можливостями до суворих кліматичних умов, насамперед до холоду (має короткий вегетаційний період, витримує заморозки навіть під час цвітіння) та високого рівня ультрафіолетового опромінення. Існує ряд досліджень, які пов'язують механізми цих адаптацій зі специфічними білками чи особливостями структури клітинних мембран.

## Галерея

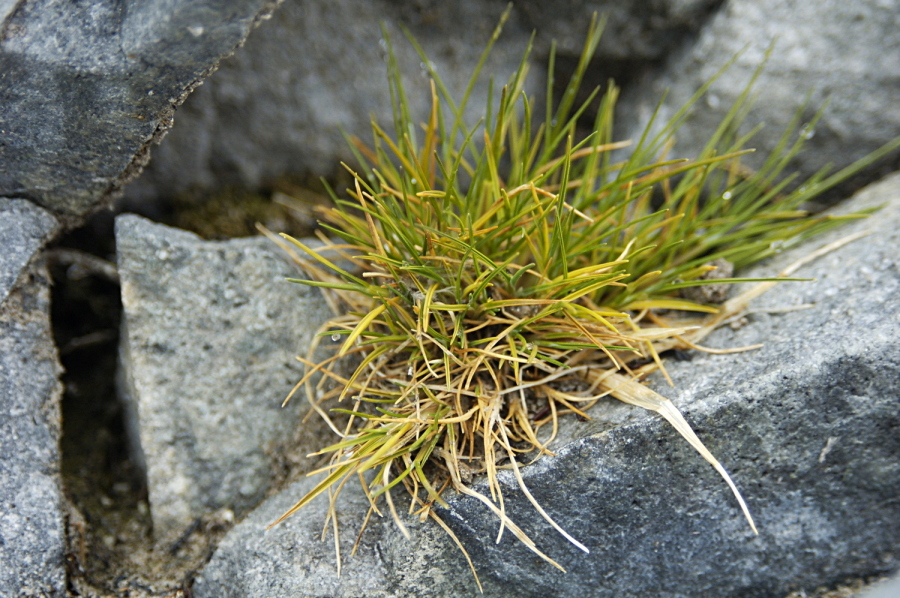
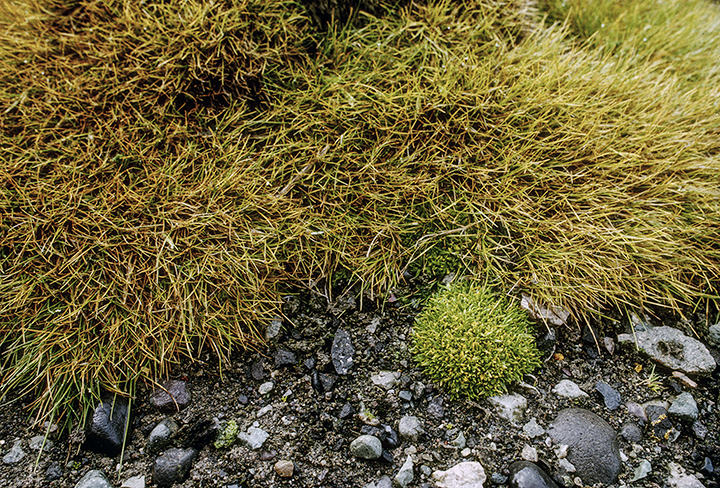
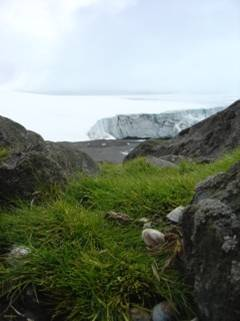